# Zorka, prințesă a Serbiei
Prințesa Ljubica Petrović-Njegoš a Muntenegrului (sârbă Љубица Петровић-Његош; 23 decembrie 1864 – 16 martie 1890), a devenit mai târziu Prințesa Zorka Karađorđević în Serbia. A fost cunoscută drept Prințesa Zorka.
Ea a fost copilul cel mare al regelui Muntenegrului Nicolae I și a reginei Milena Vukotić; a fost soția Prințului Petru Karageorgevici (care va deveni rege al Serbiei în 1903, mult după decesul ei).

## Biografie
S-a născut la Cetinje, Muntenegru când tatăl ei era Prinț conducător al Muntenegrului (unchiul ei Danilo murise în 1860). Zorka a fost educată în Rusia înainte de a se întoarce în Muntenegru pentru a se logodi cu Karađorđević. Abilitatea tatălui Zorkăi de a aranja căsătorii dinastice pentru fiicele lui nu poate fi negată; sora Zorkăi, Elena s-a căsătorit cu viitorul rege Victor Emanuel al III-lea al Italiei; Milica s-a căsătorit cu Marele Duce Petru Nicolaevici al Rusiei; Anastasia s-a căsătorit cu Marele Duce Nicolae Nicolaevici al Rusiei.

## Căsătorie și copii
Zorka s-a căsătorit cu Petru la Cetinje, în data de 1 august 1883, printr-o ceremonie ortodoxă.
Cuplul a avut cinci copii:
- Elena (4 noiembrie 1884 – 16 octombrie 1962).
- Milena (28 aprilie 1886 – 21 decembrie 1887).
- George (8 septembrie 1887 – 17 octombrie 1972).
- Alexandru (16 decembrie 1888 – 9 octombrie 1934).
- Andrei (n. și d. 16 martie 1890).

Zorka a murit pe data de 16 martie 1890, la Cetinje. Aceasta avea vârsta de 25 de ani, iar decesul a avut loc în timpul nașterii și a fost înmormântată la biserica Sf.Gheorghe din Topola, Serbia.

## Monument
Monumentul ridicat pe 3 iunie 1926, în memoria prințesei Zorka, a fost primul pentru o femeie din Serbia. Monumentul este o lucrare a sculptorului Stamenko Đurđević, construcția acestuia a fost finanțată de Societatea Ducesa Zorka și a fost amplasat pe Marele Kalemegdan. Monumentul a fost probabil distrus după cel de-al doilea război mondial. Modelul de ghips al monumentului se păstrează în Muzeul de Istorie al Serbiei.